# Грубац (протовестијар)
Грубац (умро после 1376.) је био протовестијар кнеза Лазара Хребељановића из Новог Брда. 

## Биографија
Име протовестијара Групца забележено је у једном документу Дубровачког архива из августа 1377. године. У парничном поступку између неког Милуна превозника и Бенедикта Квирина из Венеције сазнаје се да је дотични Милун направио уговор са Кузмом, слубом протовестијара Групца из Новог Брда да га превезе из Улциња у Котор. Из помена протовестијара Групца може се закључити да је 1377. године, у време када су Балшићи господарили Зетом, а бан Твртко, освајањем Конавла и Драчевице заокруживао своју територију и утирао пут крунисању сугуби венцем за краља, кнез Лазар Хребељановић био у пријатељским односима са Балшићима јер је његов протовестијар слободно пословао у приморју. 
Податак о Групцу сведочи и о везама Новог Брда са Котором и Улцињем као и о везама Лазара и Ђурђа Балшића у тренутку сукоба Твртка и зетских владара. Грубац се узгредно помиње само у овом документу. Протовестијар је био значајан финансијски чиновник у држави Немањића, али и у Моравској кнежевини Лазара Хребељановића. Помен протовестијара из Новог Брда сведочи о значају овог центра у Лазаревој држави. Увођењем функције протовестијара Лазар је желео да се изједначи са краљем Вукашином Мрњавчевићем, а тиме посредно и са Немањићима. 